# Koninginnelaan 10 (Soest)

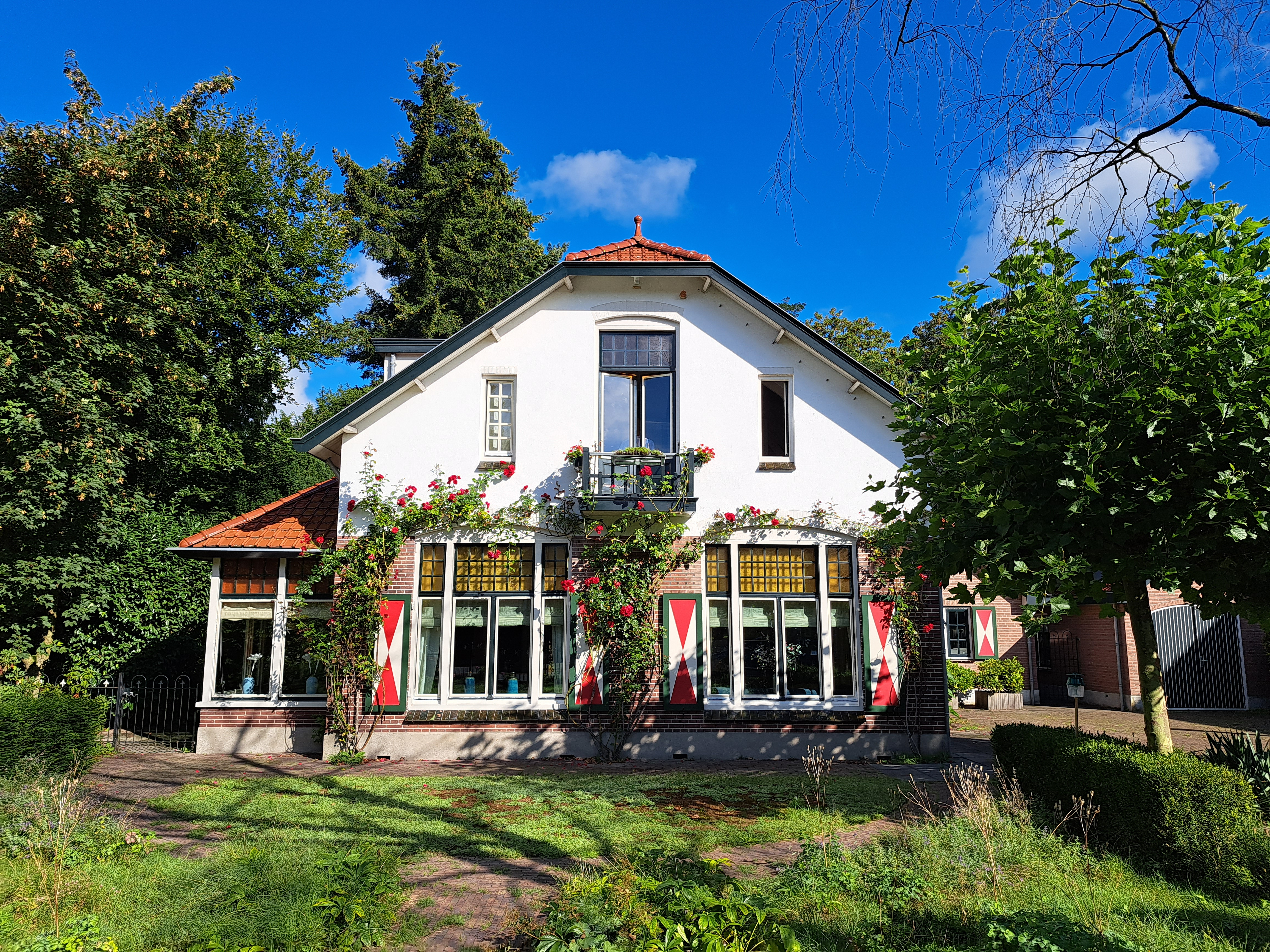

De villa Koninginnelaan 10 is een gemeentelijk monument in Soest in de provincie Utrecht.
De villa werd in 1906 gebouwd naar een ontwerp van de Soester architect G. Sukkel jr.
Het bakstenen gebouw staat met de nok haaks op de weg. De symmetrische  voorgevel bevat twee vensters met roeden bovenlichten. Op de witgepleisterde eerste verdieping is een balkon. Tegen de linkergevel is en serre gebouwd, aan de rechtergevel een portaal met zadeldek.